# Myrciaria pilosa
Myrciaria pilosa är en myrtenväxtart som beskrevs av Marcos Sobral och Couto. Myrciaria pilosa ingår i släktet Myrciaria och familjen myrtenväxter. Inga underarter finns listade i Catalogue of Life.